# Běleč (berg)
Běleč är ett berg i Tjeckien.   Det ligger i regionen Plzeň, i den västra delen av landet, 110 km sydväst om huvudstaden Prag. Toppen på Běleč är 712 meter över havet, eller 211 meter över den omgivande terrängen. Bredden vid basen är 5,7 km.
Terrängen runt Běleč är platt åt nordost, men åt sydväst är den kuperad. Runt Běleč är det ganska tätbefolkat, med 179 invånare per kvadratkilometer. Närmaste större samhälle är Klatovy, 9,9 km söder om Běleč. I omgivningarna runt Běleč växer i huvudsak blandskog.